# Vittorio Maria Baldassare Gaetano Costa d'Arignano
Vittorio Maria Baldassare Gaetano Costa d'Arignano (Torino, 10 marzo 1737 – Torino, 16 maggio 1796) è stato un cardinale e arcivescovo cattolico italiano.

## Biografia
Vittorio Maria Baldassarre Gaetano Costa d'Arignano nacque Torino il 10 marzo 1737 da una nobile famiglia dell'aristocrazia torinese, essendo figlio del cavaliere Carlo Maurizio Costa dei conti di Trinità, signore di Arignano, e di Paola Blancardi, di famiglia borghese di San Benigno Canavese.
Intrapresi gli studi, si laureò in utroque iure nel 1757 e venne aggregato all'Accademia delle Belle Arti di Torino, dove divenne profondo studioso di storia e letteratura. Ordinato sacerdote il 1º marzo 1760, divenne anche rettore della Regia Università di Torino.
Successivamente, fu eletto vescovo di Vercelli l'11 settembre 1769 ed ordinato il 21 settembre. Qui, per la propria diocesi, compilò un prezioso elenco di notizie storiche sulla chiesa vercellese.
Il 28 settembre 1778 fu eletto arcivescovo di Torino da Pio VI, che nel concistoro 30 marzo 1789 lo elevò alla porpora cardinalizia. Nonostante questi meriti, l'arcivescovo non ottenne mai dal Pontefice il cappello rosso né un titolo cardinalizio. Tra il 1778 e 1793 fu anche Cappellano maggiore e Grande elemosiniere del Re di Sardegna.
Morì a Torino il 16 maggio 1796 all'età di 59 anni e fu sepolto nella cattedrale cittadina.

## Genealogia episcopale e successione apostolica
La genealogia episcopale è:
- Cardinale Scipione Rebiba
- Cardinale Giulio Antonio Santori
- Cardinale Girolamo Bernerio, O.P.
- Arcivescovo Galeazzo Sanvitale
- Cardinale Ludovico Ludovisi
- Cardinale Luigi Caetani
- Cardinale Ulderico Carpegna
- Cardinale Paluzzo Paluzzi Altieri degli Albertoni
- Papa Benedetto XIII
- Papa Benedetto XIV
- Cardinale Carlo Vittorio Amedeo Ignazio delle Lanze
- Cardinale Vittorio Maria Baldassare Gaetano Costa d'Arignano

La successione apostolica è:
- Vescovo Michel Conseil (1780)
- Arcivescovo Angelo Filippo Giacinto Olivieri di Vernier (1784)
- Vescovo Joseph-Marie Paget (1787)
- Arcivescovo Giacinto della Torre, O.E.S.A. (1790)
- Arcivescovo Emidio Ziucci (1795)

## Stemma
| Immagine | Blasonatura |
| -------- | --- |
| \| \|    | Vittorio Maria Baldassare Gaetano Costa d'ArignanoArcivescovo di Torino D'azzurro a cinque bande d'oro. Motto: De jour en jour |
|          | |